# Proscyllium habereri
El tollo coludo grácil (Proscyllium habereri) es una especie de elasmobranquio carcarriniforme de la familia Proscylliidae.